# Distrito de Port Glaud
Port Glaud es un distrito situado en la isla de Mahé, Seychelles.
Port Glaud es un distrito administrativo de Seychelles situado en la costa del noroeste de la isla de Mahé. Es de 25 km² y tiene una población de 2500 hab. aproximadamente. 
La aldea principal es Port Glaud. 
El distrito contiene dos parques marinos: Baia Ternay y puerto Launay. 
Las islas costa afuera de la isla de Thérèse y de la isla Concept son parte del distrito Port Glaud.